# Canton de Pantin-Ouest
Le canton de Pantin-Ouest est une ancienne division administrative française située dans le département de la Seine-Saint-Denis et la région Île-de-France.
Il a intégré le canton de Pantin lors du redécoupage cantonal de 2014 en France.

## Histoire
Le canton a été créé par le décret du 20 janvier 1976, qui l'a constitué d'une partie de la commune de Pantin, par démembrement des anciens cantons de Pantin (renommé en canton de Pantin-Est) et du Pré-Saint-Gervais, dont le surplus est renommé canton des Lilas.
Un nouveau découpage territorial de la Seine-Saint-Denis entré en vigueur à l'occasion des premières élections départementales suivant le décret du 21 février 2014. Les conseillers départementaux sont, à compter de ces élections, élus au scrutin majoritaire binominal mixte. Les électeurs de chaque canton élisent au Conseil départemental, nouvelle appellation du Conseil général, deux membres de sexe différent, qui se présentent en binôme de candidats. Les conseillers départementaux sont élus pour 6 ans au scrutin binominal majoritaire à deux tours, l'accès au second tour nécessitant 12,5 % des inscrits au 1er tour. En outre, la totalité des conseillers départementaux est renouvelée. Ce nouveau mode de scrutin nécessite un redécoupage des cantons dont le nombre est divisé par deux avec arrondi à l'unité impaire supérieure si ce nombre n'est pas entier impair, assorti de conditions de seuils minimaux. En Seine-Saint-Denis, le nombre de cantons passe ainsi de 40 à 21.
Dans ce cadre, le canton est intégré dans celui de Pantin à compter des élections départementales françaises de 2015.

## Administration
| Période | Période | Identité        | Étiquette | Qualité |
| ------- | ------- | --------------- | --------- | --- |
| 1976    | 1985    | Jacques Isabet, | PCF       | Ajusteur mécanicien RATP puis permanent politique Maire de Pantin (1968 → 2001)                               |
| 1985    | 1998    | Jacques Oudot   | RPR       | Fondé de pouvoir d'agent de change Maire de Sevran (1995 → 2001) Député (1986 → 1988)                         |
| 1998    | 2015    | Bertrand Kern   | PS        | Avocat Député (1998 → 2002), maire de Pantin (2001 → ) Conseiller départemental du canton de Pantin (2015 → ) |

## Composition
Le canton de Pantin-Ouest recouvrait l'ouest de la commune de Pantin. L'est était inclus dans le canton de Pantin-Est.
| Communes                | Population (2012) | Code postal | Code Insee |
| ----------------------- | ----------------- | ----------- | ---------- |
| Pantin, commune entière | 53 797            | 93 500      | 93 055     |

## Démographie
| 1962 | 1968 | 1975 | 1982 | 1990   | 1999   | 2006   | 2007   | - | - |
| ---- | ---- | ---- | ---- | ------ | ------ | ------ | ------ | - | - |
| -    | -    | -    | -    | 18 946 | 21 293 | 23 504 | 23 138 | - | - |